# APM
APM (viết tắt tiếng Anh của Atomically Precise Manufacturing, tức Chế tạo chính xác bậc nguyên tử) là khái niệm do Eric Drexler, cha đẻ của công nghệ nano đề xướng và cổ vũ từ những năm 80 để quá trình chế tạo một thế hệ công cụ mới được thiết kế chính xác tới cấp độ nguyên tử. Drexler cho đây là mục tiêu cuối cùng và quan trọng nhất của công nghệ nano, bởi ưu thế năng suất tăng lên nhiều lần trong khi tiêu tốn vật liệu không đáng kể sẽ khiến cho APM trở thành một cuộc cách mạng về sản xuất.
Drekler cho rằng công nghệ nano hiện đang đi lạc hướng khi tập trung đầu tư vào chế tạo vật liệu nano thay vì thiết bị nano. Ý tưởng về APM đã được Richard Feymann nhắc đến trong bài nói chuyện nổi tiếng của ông năm 1959, There's Plenty of Room at the Bottom và được Drexler đề xướng và chứng minh tính khả thi trong các công bố của ông, gần đây nhất là cuốn sách Radical Abundance